# 勒布朗
- 關於南极洲海岬，請見「勒布朗角」。
- 關於同名制碱法，請見「勒布朗制碱法」。
- 關於篮球运动员，請見「勒布朗·詹姆斯」。
- 關於法语单词“Blanc”对应的事物，請見「白色」。

勒布朗（法語：Le Blanc，法語：[lə blɑ̃] ⓘ），法国中西部城市，中央-卢瓦尔河谷大区安德尔省的一个市镇，同时也是该省的一个副省会，下辖勒布朗区，其市镇面积为57.6平方公里，2022年1月1日时人口数量为6,188人，在法国城市中排名第1,688位。
勒布朗位于安德尔省西部，克勒兹河两岸，是该河流经的最后一座副省会城市。勒布朗历史上曾为重要的铁路枢纽，现为一座区域性的中心城市。

## 地名来源

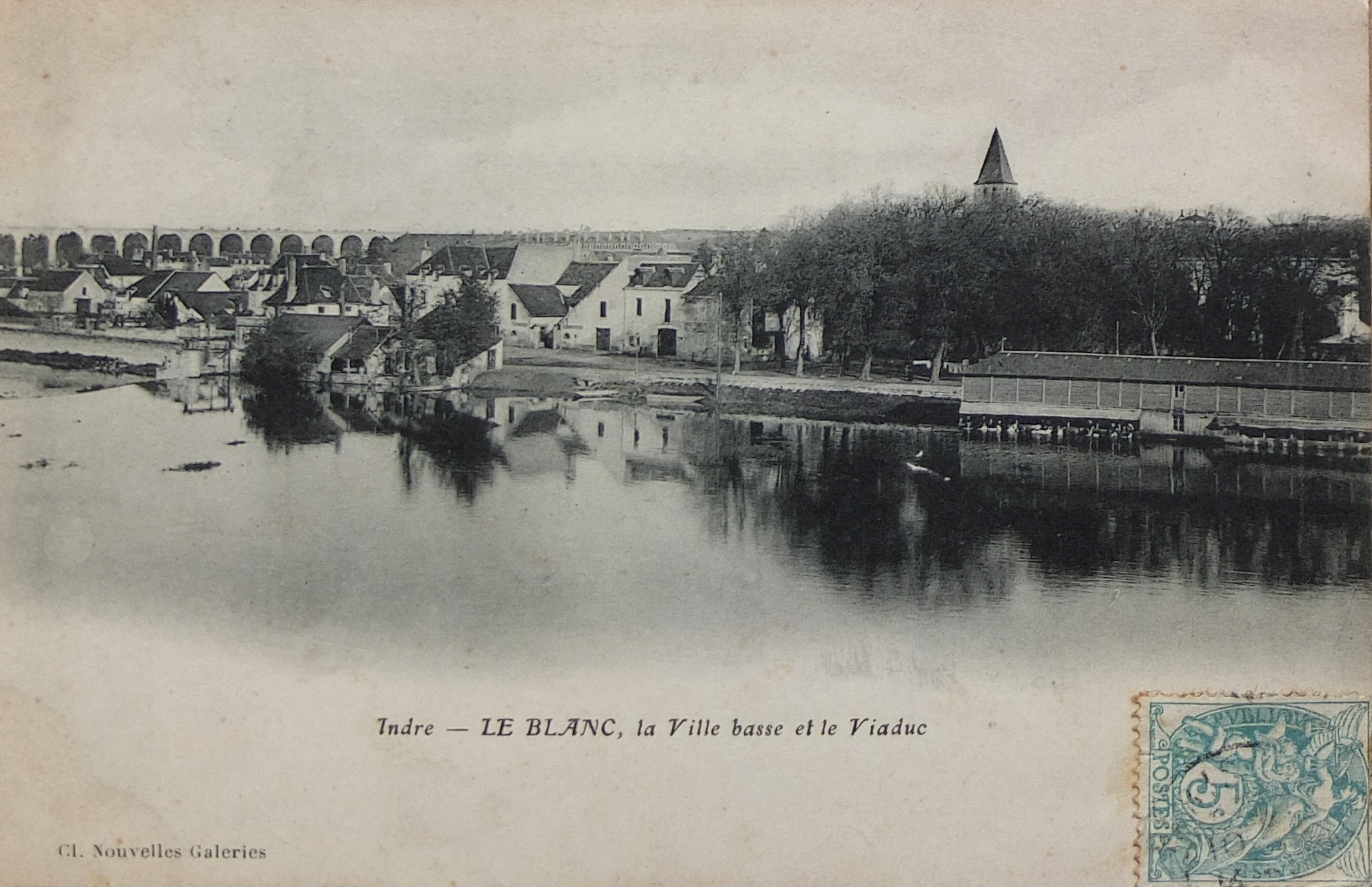
20世纪初的勒布朗

“勒布朗”一名来源于高卢语“oblincum”，其中“obl-”词首意为“阴影”。“Blanc”在现代法语中意为“白色”，但此处作为地名时并无此含义。

## 历史
罗马时期，一条沿克勒兹河延伸的道路由此通过。中世纪时期，克勒兹河南北两岸分属于两个不同的行省：其中北岸（又称“高地”）属于贝里，而南岸（又称“低地”）则属于普瓦图。两岸之间曾建成了一座石质桥梁，后因洪水而于1530年被冲毁，直至19世纪初才得以重建。法国大革命后，勒布朗成为安德尔省的一个市镇，并为该省的一个地区行署，1800年起成为副省会。工业革命期间，多条地方铁路在勒布朗交汇，勒布朗成为一个重要的铁路枢纽，后因私人汽车的兴起而停止运行。1939年，勒布朗及附近区域接纳了数千名西班牙内战难民。

## 地理

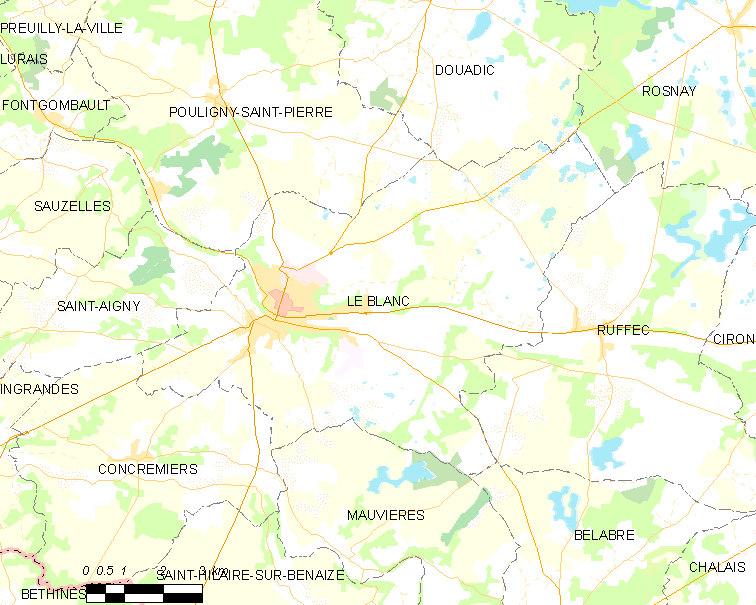
勒布朗市镇范围地图

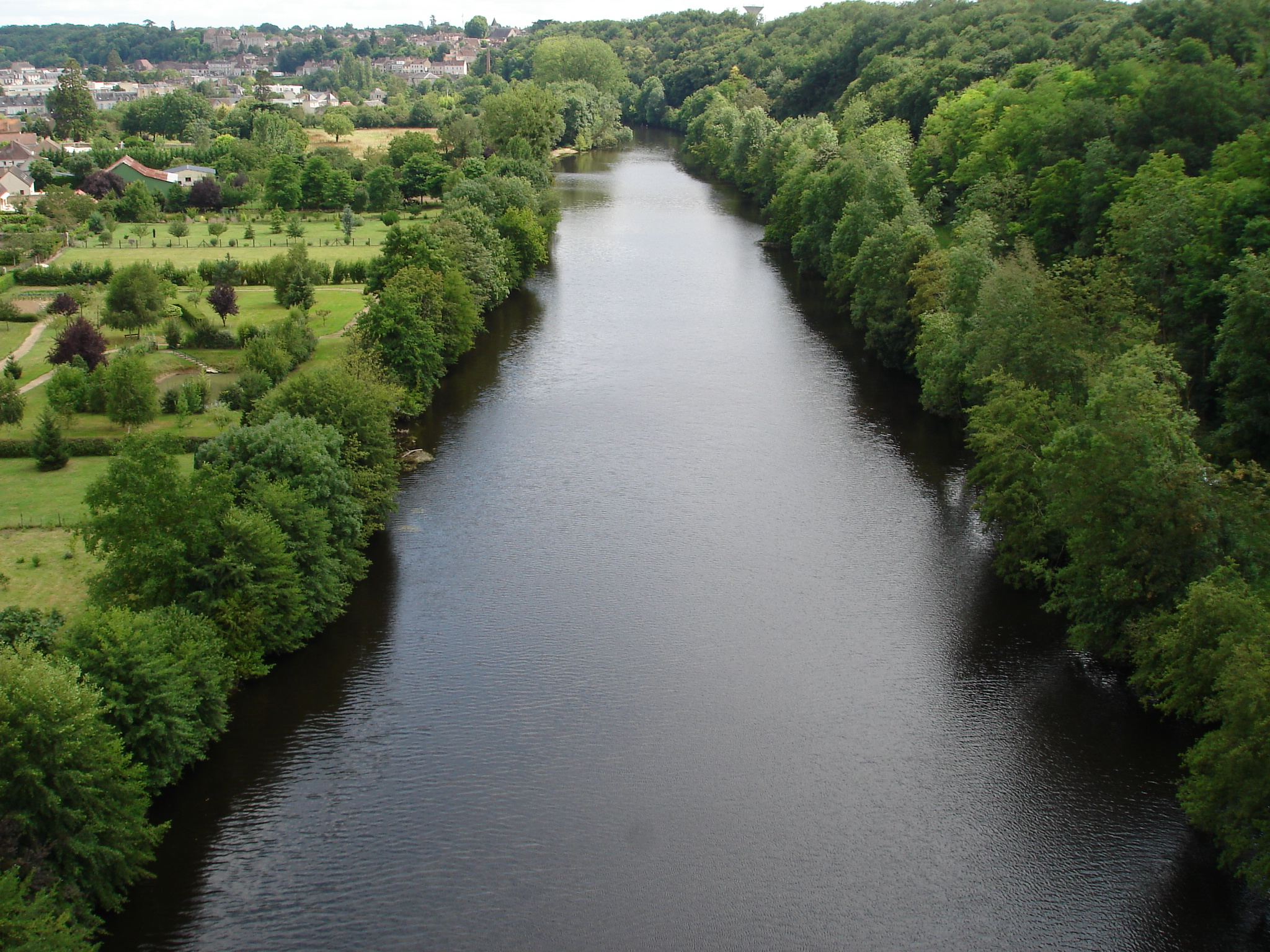
克勒兹河勒布朗段

勒布朗位于法国中西部，中央-卢瓦尔河谷大区西南部和安德尔省西部，距离省会沙托鲁大约56公里。与勒布朗接壤的市镇包括：贝拉布尔、孔克勒米耶、杜阿迪克、莫维耶尔、普利尼圣皮埃尔、罗奈、吕费克、圣艾尼。

### 地形
勒布朗位于贝里腹地，境内以浅丘为主，市镇中心地势较为平坦，地形自克勒兹河岸向两侧逐渐抬升，全境海拔在72到140米之间。

### 水文
克勒兹河干流自东向西流经境内，该河是维埃纳河的支流，属于卢瓦尔河流域。

### 植被
勒布朗整体位于布雷讷大区自然保护区内，属于温带落叶林区，林地广泛分布于克勒兹河两岸。
在鲜花城市的评比中，勒布朗被评为2星级鲜花城市。

### 气候
勒布朗在柯本气候分类法中属于温带海洋性气候。
勒布朗境内设有气象站，以下为该气象站的数据（其中日照数据取自沙托鲁）：
| 勒布朗1981年－2019年 | 勒布朗1981年－2019年 | 勒布朗1981年－2019年 | 勒布朗1981年－2019年 | 勒布朗1981年－2019年 | 勒布朗1981年－2019年 | 勒布朗1981年－2019年 | 勒布朗1981年－2019年 | 勒布朗1981年－2019年 | 勒布朗1981年－2019年 | 勒布朗1981年－2019年 | 勒布朗1981年－2019年 | 勒布朗1981年－2019年 | 勒布朗1981年－2019年 |
| 月份                 | 1月                  | 2月                  | 3月                  | 4月                  | 5月                  | 6月                  | 7月                  | 8月                  | 9月                  | 10月                 | 11月                 | 12月                 | 全年                 |
| -------------------- | -------------------- | -------------------- | -------------------- | -------------------- | -------------------- | -------------------- | -------------------- | -------------------- | -------------------- | -------------------- | -------------------- | -------------------- | -------------------- |
| 历史最高温 °C（°F）  | 19 (66)              | 26 (79)              | 27.8 (82.0)          | 32 (90)              | 34.6 (94.3)          | 41.2 (106.2)         | 43.3 (109.9)         | 43.7 (110.7)         | 37 (99)              | 30.3 (86.5)          | 24.8 (76.6)          | 21 (70)              | 43.7 (110.7)         |
| 平均高温 °C（°F）    | 8 (46)               | 9.6 (49.3)           | 13.5 (56.3)          | 16.4 (61.5)          | 20.5 (68.9)          | 24.3 (75.7)          | 27.1 (80.8)          | 26.7 (80.1)          | 23 (73)              | 18 (64)              | 11.8 (53.2)          | 8.3 (46.9)           | 17.3 (63.1)          |
| 日均气温 °C（°F）    | 4.9 (40.8)           | 5.7 (42.3)           | 8.6 (47.5)           | 11 (52)              | 14.9 (58.8)          | 18.3 (64.9)          | 20.6 (69.1)          | 20.3 (68.5)          | 17 (63)              | 13.3 (55.9)          | 8.1 (46.6)           | 5.4 (41.7)           | 12.3 (54.1)          |
| 平均低温 °C（°F）    | 1.8 (35.2)           | 1.7 (35.1)           | 3.7 (38.7)           | 5.5 (41.9)           | 9.2 (48.6)           | 12.4 (54.3)          | 14.2 (57.6)          | 13.9 (57.0)          | 11 (52)              | 8.6 (47.5)           | 4.5 (40.1)           | 2.4 (36.3)           | 7.4 (45.3)           |
| 历史最低温 °C（°F）  | −18.4 (−1.1)         | −18 (0)              | −10.5 (13.1)         | −5.2 (22.6)          | −1.2 (29.8)          | 3 (37)               | 3.8 (38.8)           | 3.8 (38.8)           | 0.8 (33.4)           | −5.8 (21.6)          | −9.1 (15.6)          | −13 (9)              | −18.4 (−1.1)         |
| 平均降水量 mm（）    | 67.4 (2.65)          | 54.8 (2.16)          | 56 (2.2)             | 65.6 (2.58)          | 73.2 (2.88)          | 53.8 (2.12)          | 54.2 (2.13)          | 57 (2.2)             | 58.9 (2.32)          | 79.9 (3.15)          | 76.1 (3.00)          | 78.2 (3.08)          | 775.1 (30.52)        |
| 月均日照時數         | 72.1                 | 91.9                 | 155.6                | 178.5                | 208.6                | 210.4                | 231.7                | 235.5                | 189.5                | 128.3                | 79.6                 | 59                   | 1,840.7              |
| 来源：infoclimat.fr  |                      |                      |                      |                      |                      |                      |                      |                      |                      |                      |                      |                      |                      |

## 行政区划
勒布朗是法国中央-卢瓦尔河谷大区安德尔省的一个市镇，编号为36018，它也是安德尔省的一个副省会。勒布朗下辖勒布朗区，隶属于安德尔省第一选区，管理勒布朗县，同时也是布雷讷-克勒兹河谷市镇公共社区的办公驻地。
法国国家统计与经济研究所（简称）在进行数据统计时，将勒布朗单独设为勒布朗城市核心区，并将包括核心区在内的周边共12个市镇划为勒布朗城市区。自2020年起，勒布朗城市区被包含21个市镇的勒布朗城市辐射区代替。此外，还将勒布朗市镇整体看作一个“块区”（IRIS）。

## 交通

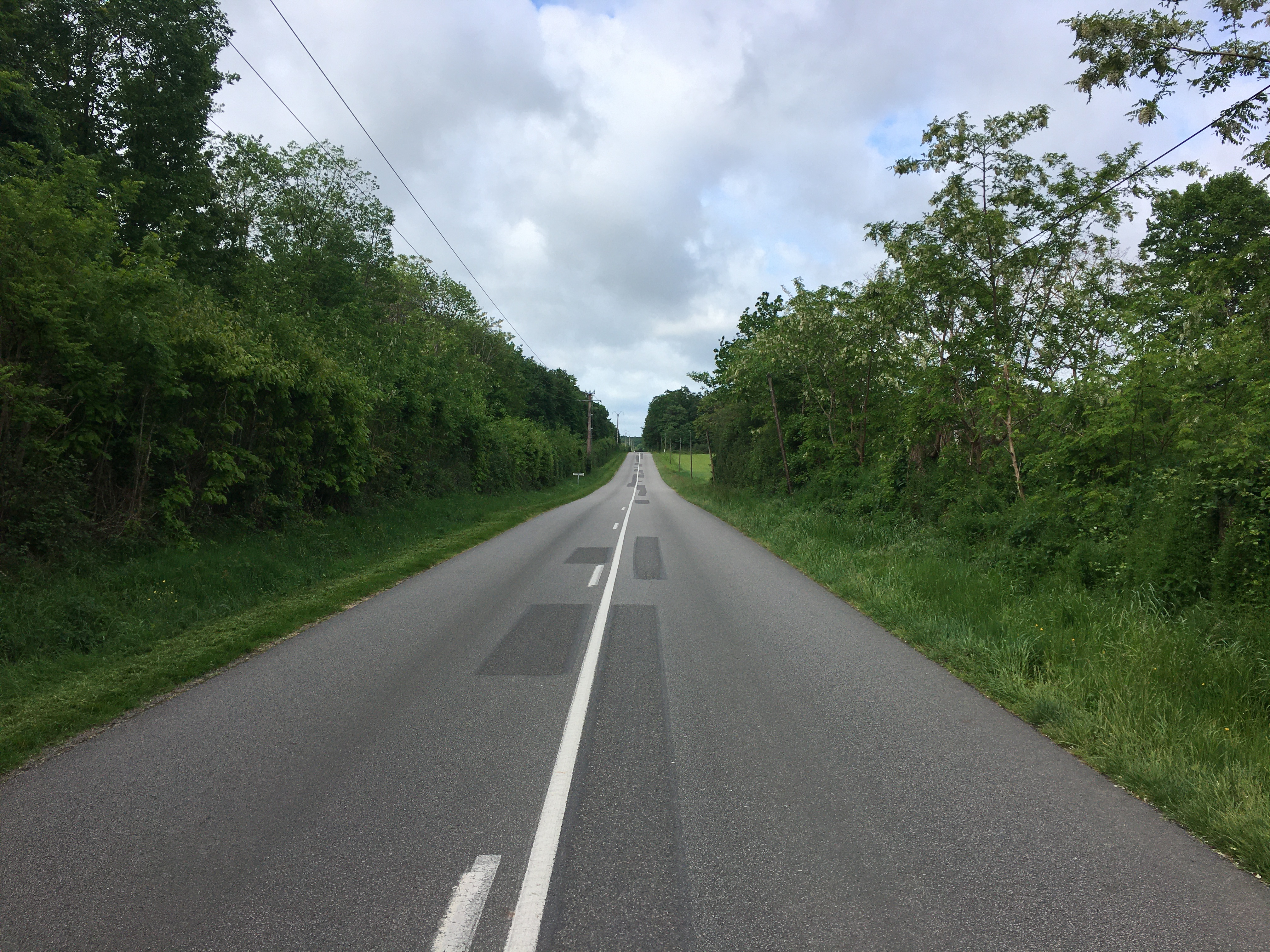
勒布朗附近的一条公路

### 公路
多条安德尔省省道在勒布朗境内交汇，中央-卢瓦尔河谷大区下属的城际客运提供往返于沙托鲁和普瓦捷之间的巴士线路。
2017年，63.3%的勒布朗家庭拥有至少一辆私人汽车。2019年，勒布朗境内共发生各类交通事故3起，造成1人遇难，2人受伤。
| 巴黎-奥尔良门 | 324 |

| 奥尔良 | 207 |

| 图卢兹 | 397 |

| 维耶尔宗 | 119 |

| 沙托鲁 | 56 |

| 布尔日 | 104 |

| 拉沙特尔 | 77 |

| 安德尔河畔沙蒂永 | 44 |

| 普瓦捷 | 61 |

| 蒙莫里永 | 31 |

| 绍维尼 | 37 |

| 克勒兹河畔阿让通 | 40 |

| 利摩日 | 115 |

| 拉苏泰赖讷 | 64 |

| 勒多拉 | 50 |

| 拉特里穆耶 | 20 |

### 铁路
勒布朗历史上是一个重要的铁路枢纽，位于圣伯努瓦－勒布朗铁路、皮勒港－克勒兹河畔阿让通铁路和勒布朗－阿尔让铁路的交汇处，这些铁路均于20世纪50年代停止运行。勒布朗火车站站位于市区北部，其主站房已改建为一所市政音乐学校。

### 航空
距离勒布朗最近的民用航空站为利摩日机场和图尔机场，距离勒布朗市中心的公路里程均约120公里。

### 城市公共交通
截至2021年4月，勒布朗暂无城市公共交通系统。

## 政治

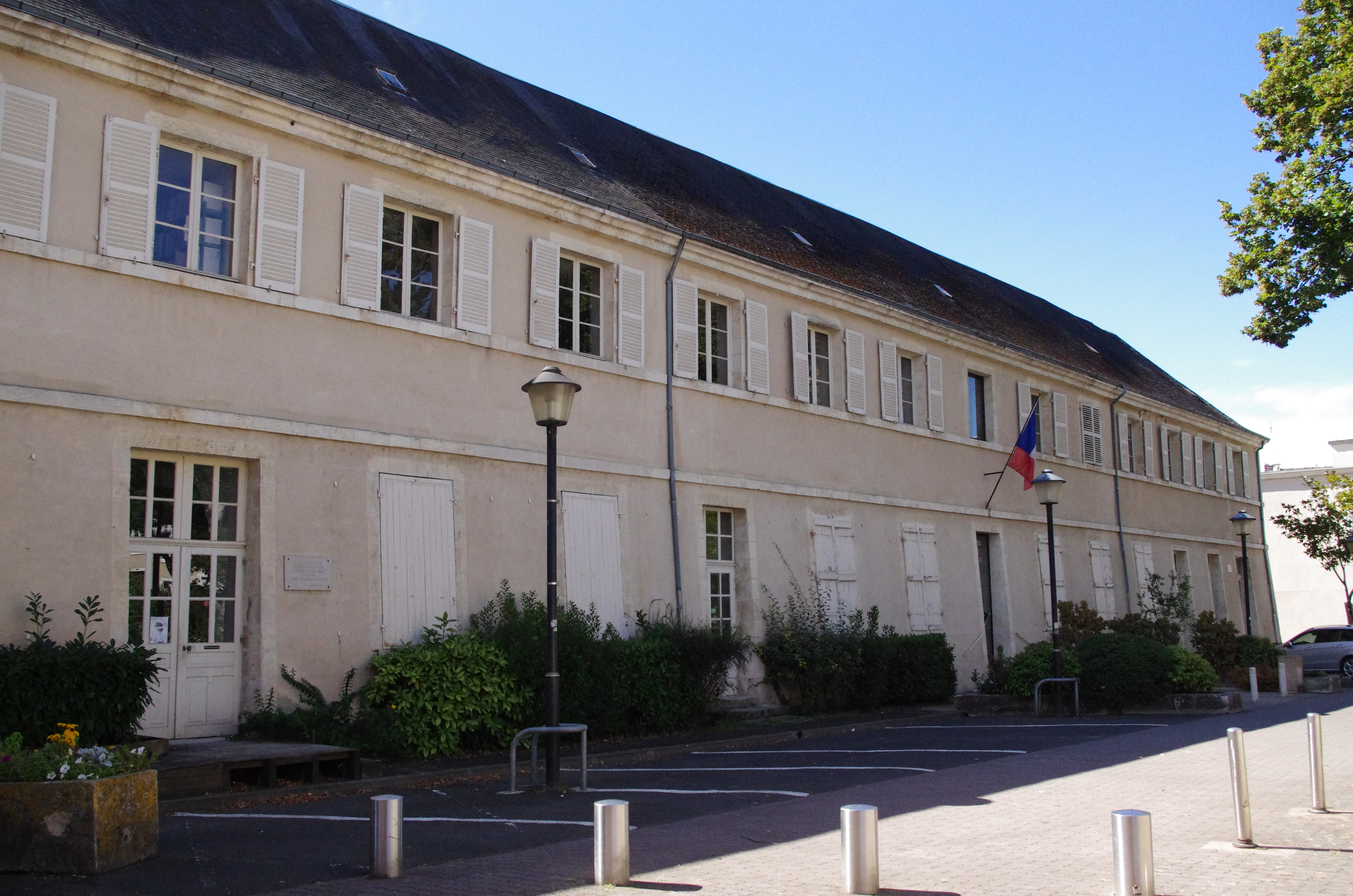
勒布朗市政厅

勒布朗的现任市长为吉勒·莱尔皮尼耶尔先生（Gilles Lherpinière），他是一名中间派，在2020年的市政选举中获得了61.56%的支持率。
在2017年的法国总统大选中，法国第25任总统埃马纽埃尔·马克龙在勒布朗获得了63.44%的支持率。
| 勒布朗历届市长 |                                      |                      |
| 任期           | 市长                                 | 党派                 |
| 1944年－1959年 | Ferdinand Seville 费尔迪南·塞维尔    | SFIO工人国际法国支部 |
| 1959年－1971年 | André Gasnier 安德烈·加斯尼耶        | RAD激进党            |
| 1971年－1977年 | Jean-Paul Mourot 让-保罗·穆罗        | RPR保衛共和聯盟      |
| 1977年－1983年 | René Thimel 勒内·蒂梅尔              | 不详                 |
| 1983年－2012年 | Jean-Paul Chanteguet 让-保罗·尚特凯  | PS社会党             |
| 2012年－2015年 | Alain Pasquer 阿兰·帕斯凯            | PS社会党             |
| 2015年－2020年 | Annick Gombert 阿尼克·贡贝尔         | PS社会党             |
| 2020年－       | Gilles Lherpinière 吉勒·莱尔皮尼耶尔 | DVC混杂中间派        |

## 人口
2018年，勒布朗市镇人口数量为6,319，在法国排名第1,688位。其中男性2,990人，女性3,399人，75岁及以上人口占14.1%，外籍人口数量为1,385人，人口密度为110人/平方公里，当地居民被称为（男性）或（女性）。2019年，勒布朗境内出生48人，死亡人口92人。
| 年份   | 1936  | 1946  | 1954  | 1962  | 1968  | 1975  | 1982  | 1990  | 1999  | 2004  | 2009  | 2014  | 2018  |
| ------ | ----- | ----- | ----- | ----- | ----- | ----- | ----- | ----- | ----- | ----- | ----- | ----- | ----- |
| 人口數 | 5,789 | 6,719 | 6,427 | 6,402 | 6,767 | 8,024 | 7,769 | 7,361 | 6,998 | 7,015 | 6,946 | 6,602 | 6,319 |

## 经济
勒布朗是一个区域性的中心城市，当地共有各类用人单位873家，平均历史为18年，其中99.78%为中小型企业（PME）。（野外用品生产）、（大型零售）及（航空器件生产）是当地2019年营业额最高的三个企业，分别为42,479,332欧元、32,923,748欧元和11,554,073欧元。

## 财政收入
2019年，勒布朗的财政收入总额为6,972,290欧元，财政支出总额为5,841,370欧元，当年的债务总额为11,649,200欧元。2020年，勒布朗共获得2,089,129欧元的国家财政补助，与上一年基本持平。
2017年，勒布朗的人均月收入总额为1,780欧元，其中高级职员为3,656欧元，低于法国平均水平（4,214欧元）；中级职员为2,166欧元，低于法国平均水平（2,353欧元）；普通职员为1,533欧元，亦低于法国平均水平（1,690欧元）。
2017年，勒布朗境内的青壮年（15至64岁）失业率为13.5%，当地41.3%的家庭拥有纳税资格，平均纳税1,948欧元，低于法国平均水平（3,888欧元）。

## 社会事务

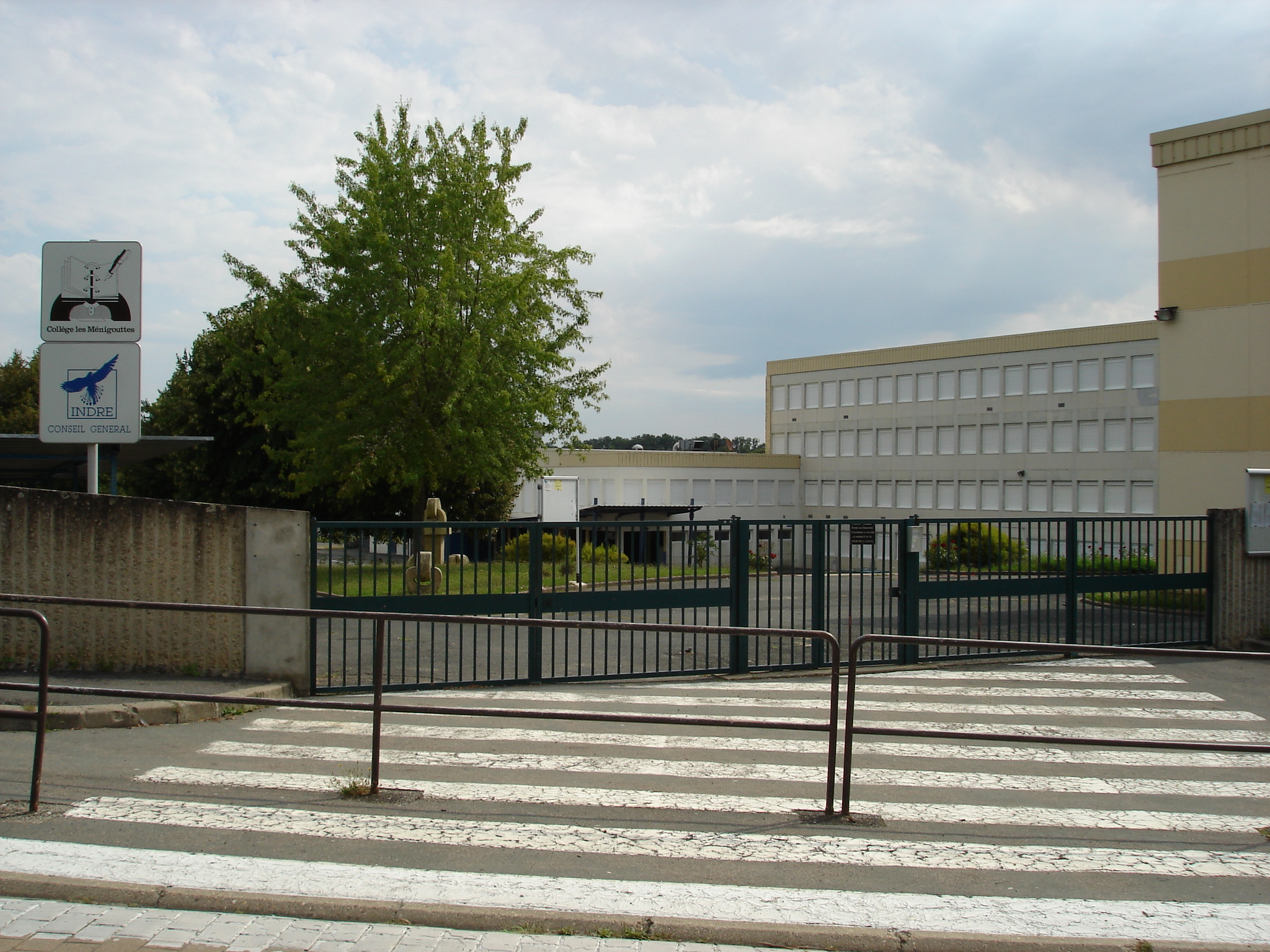
勒布朗的一所初级中学

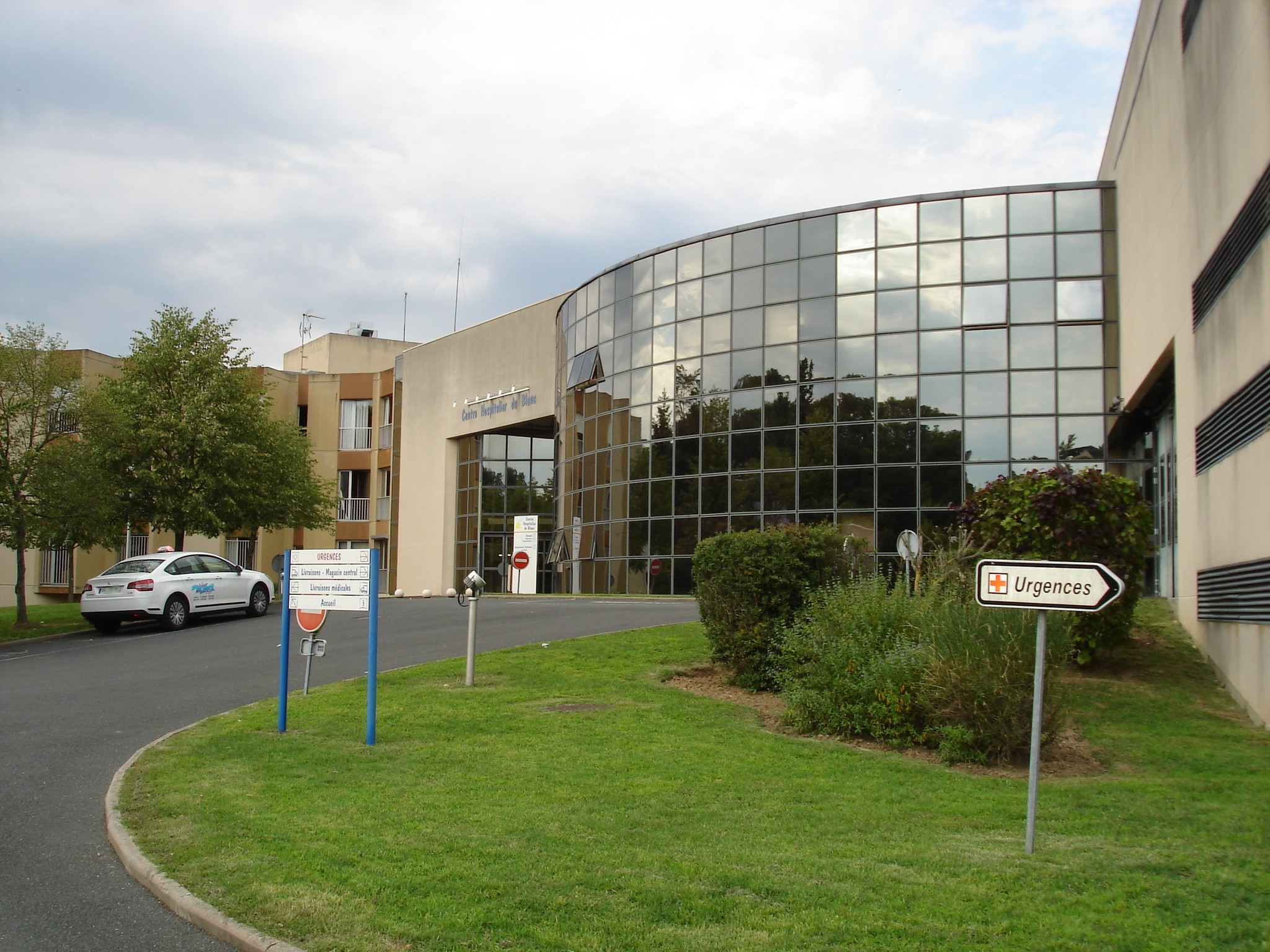
勒布朗中心医院

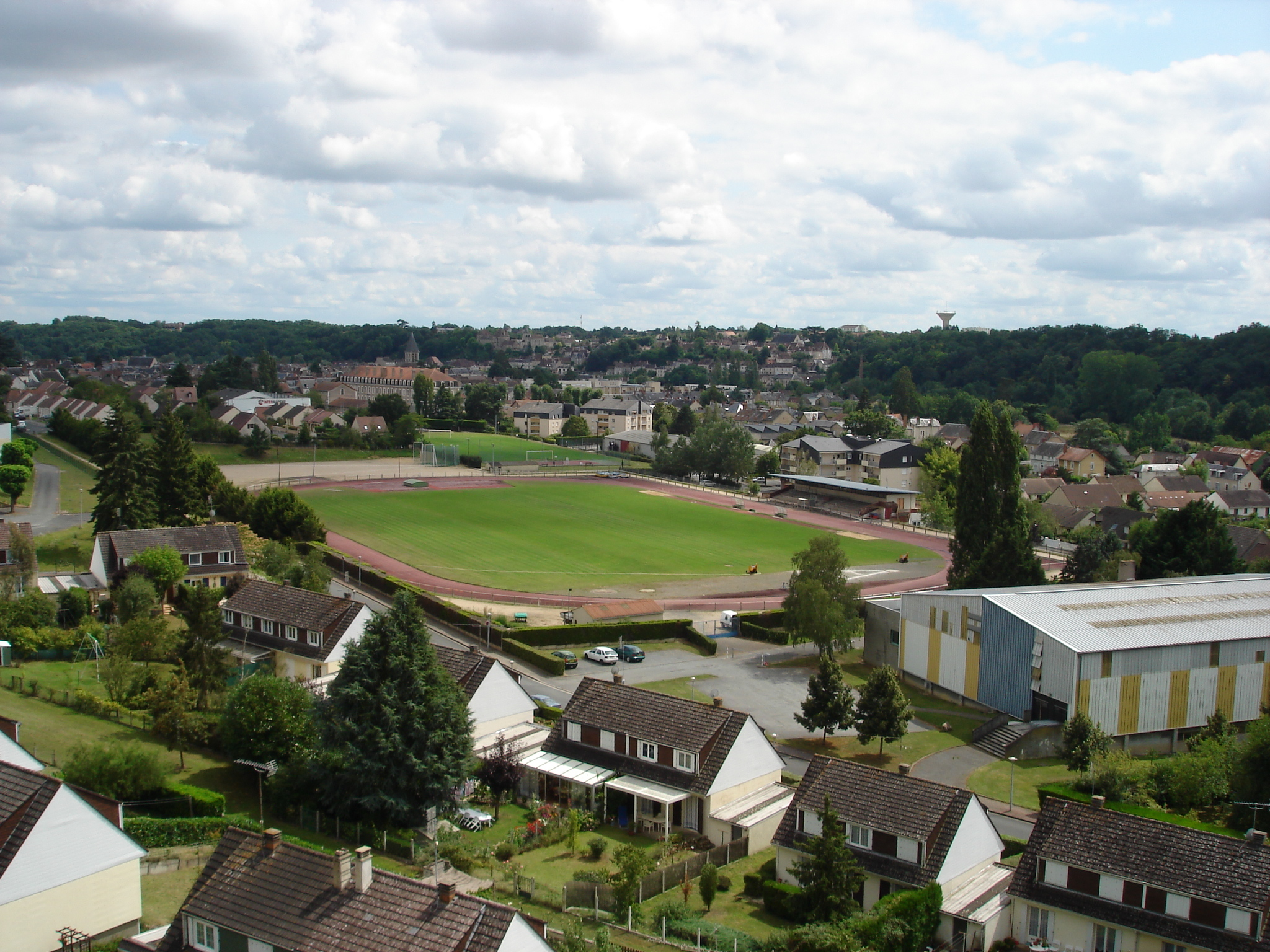
勒布朗市政球场

### 教育
勒布朗属于奥尔良-图尔学区。截止2019年1月1日，勒布朗境内共有1所幼儿园、3所小学、2所初级中学和1所普通高中。2018至2019学年度，勒布朗境内共有在校中等教育阶段学生1,122名。

### 医疗
截止2019年1月1日，勒布朗境内共有全科医生7名、保健师11名、牙医4名、护士12名、眼科医生1名、皮肤科医生1名和助产士1名。境内共有药房4家、养老院3家、残疾人帮扶中心3家。
勒布朗中心医院（Centre Hospitalier du Blanc）是法国的一个区域性医疗机构，其主病区位于勒布朗市区，设有床位153个，是当地规模最大的公立综合性医院。

### 商业
2019年，勒布朗境内共有各类实体商铺164家，其中餐厅17家、大型超市5家、杂货店3家、面包房7家、肉铺2家、书店1家、银行门店6家、美容美发店14家、汽车维修店14家。市区北部建有大型开放式商业街区。

### 体育
2019年，勒布朗境内共有2家游泳池、3间体育馆、2座综合体育场、6处网球场、1处马术场、6处足球或橄榄球场以及2处篮球或排球场。
勒布朗体育联盟（U.S. Le Blanc）是当地的一支足球队，2020至2021赛季参加中央-卢瓦尔河谷大区足球联赛。

### 环境
勒布朗的环境事务由其所属的公共社区负责。2019年，勒布朗境内共有1家污染企业。

### 治安
2019年，勒布朗市镇范围内有1处宪兵队。
2014年，勒布朗及附近地区共发生各类案件1,620起，其中盗窃类案件932起，经济类案件231起，毒品交易类案件124起。

## 文化
2019年，勒布朗境内共有1家电影院和1家博物馆。勒布朗市政府提供多媒体中心，向公众全年开放。

### 建筑
勒布朗境内有多处法国国家文物保护单位，其中纳亚克城堡、圣西朗教堂等为当地的代表性建筑物。

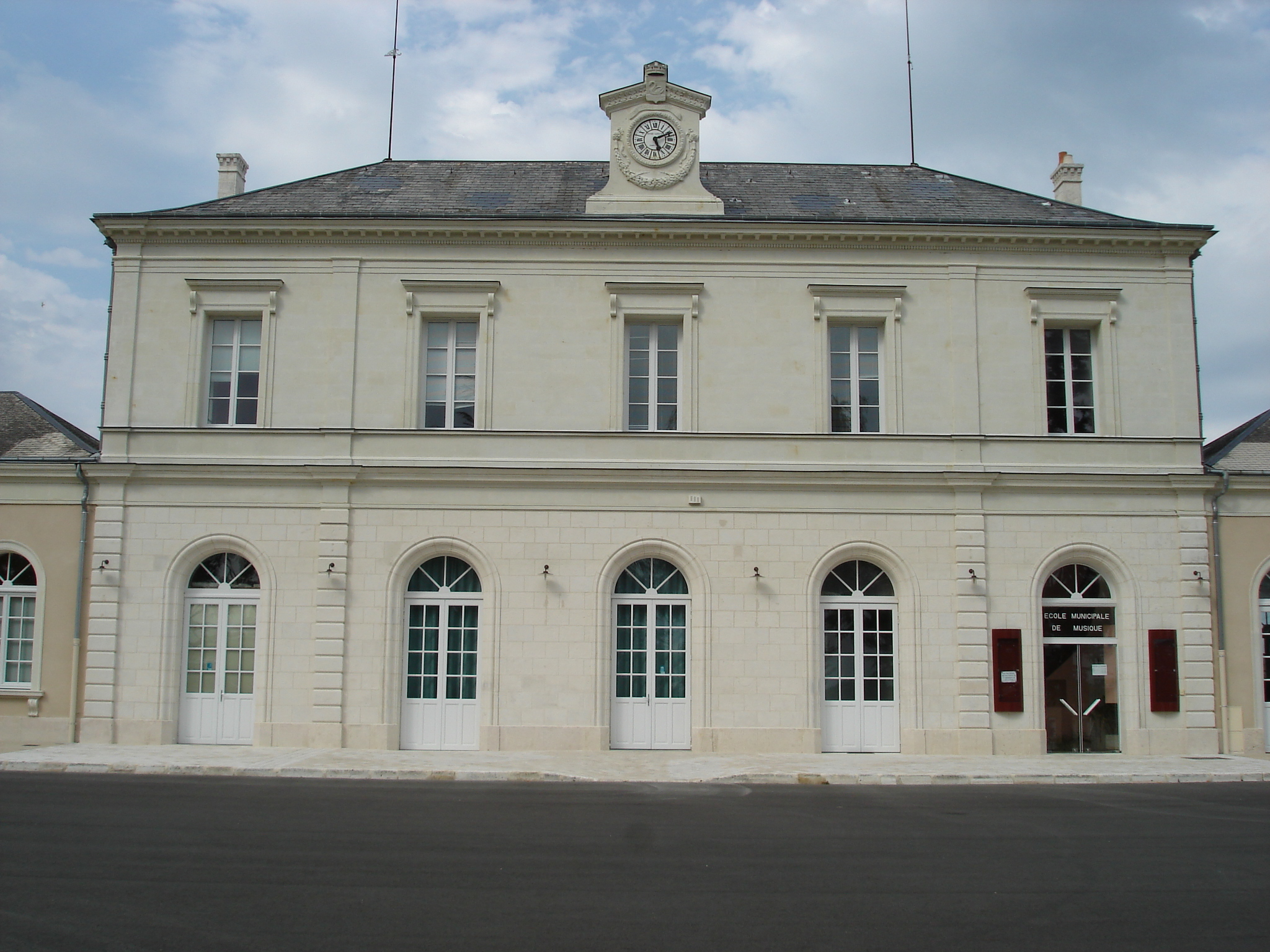
勒布朗火车站旧址
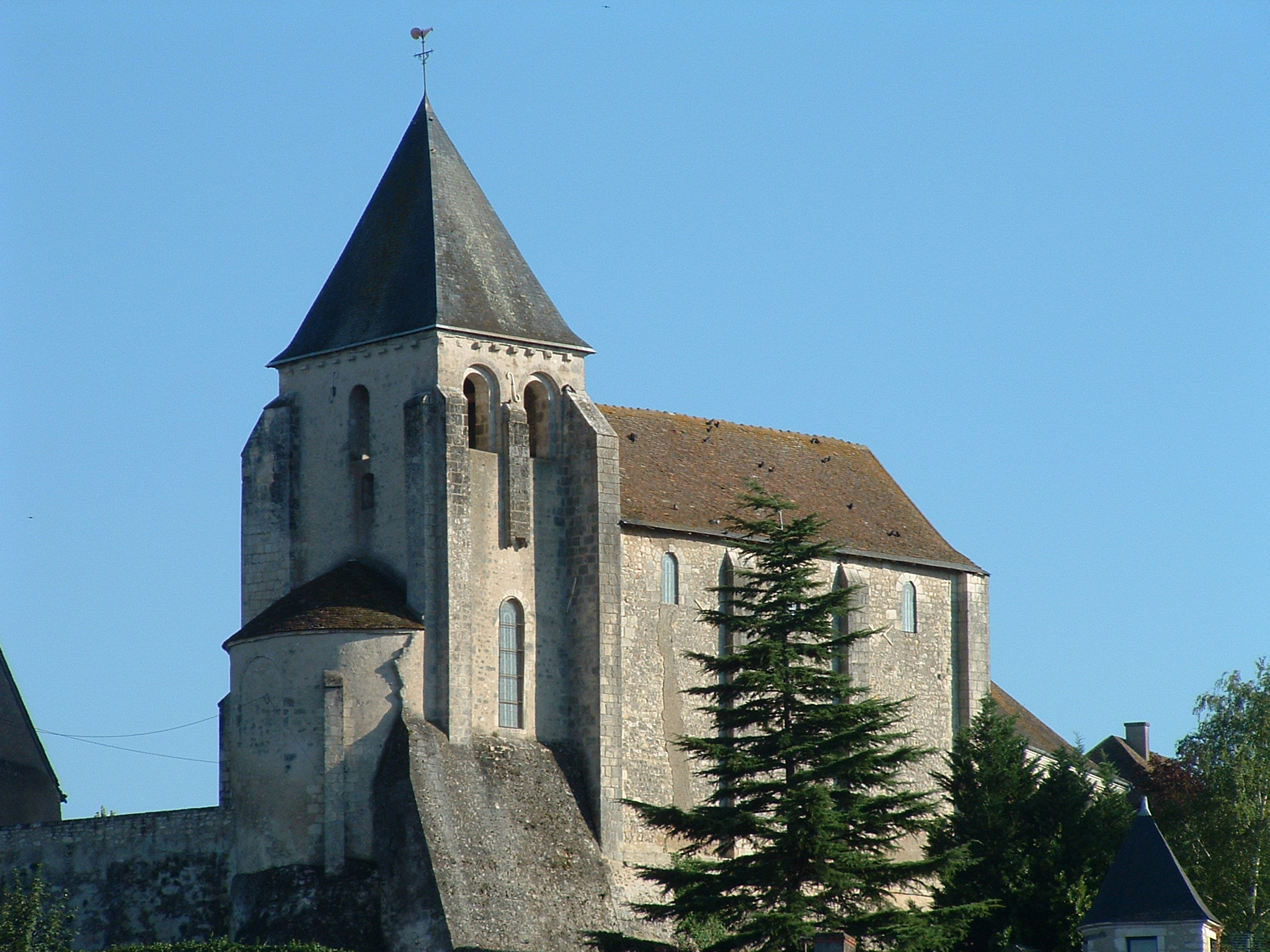
圣西朗教堂（法语：Église Saint-Cyran du Blanc）
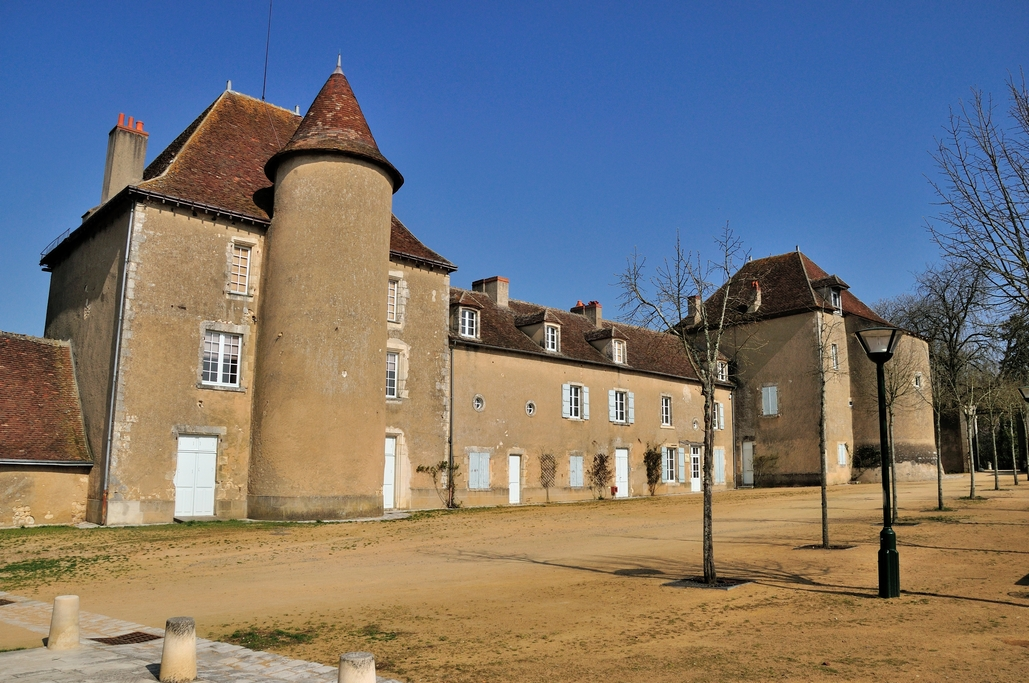
纳亚克城堡
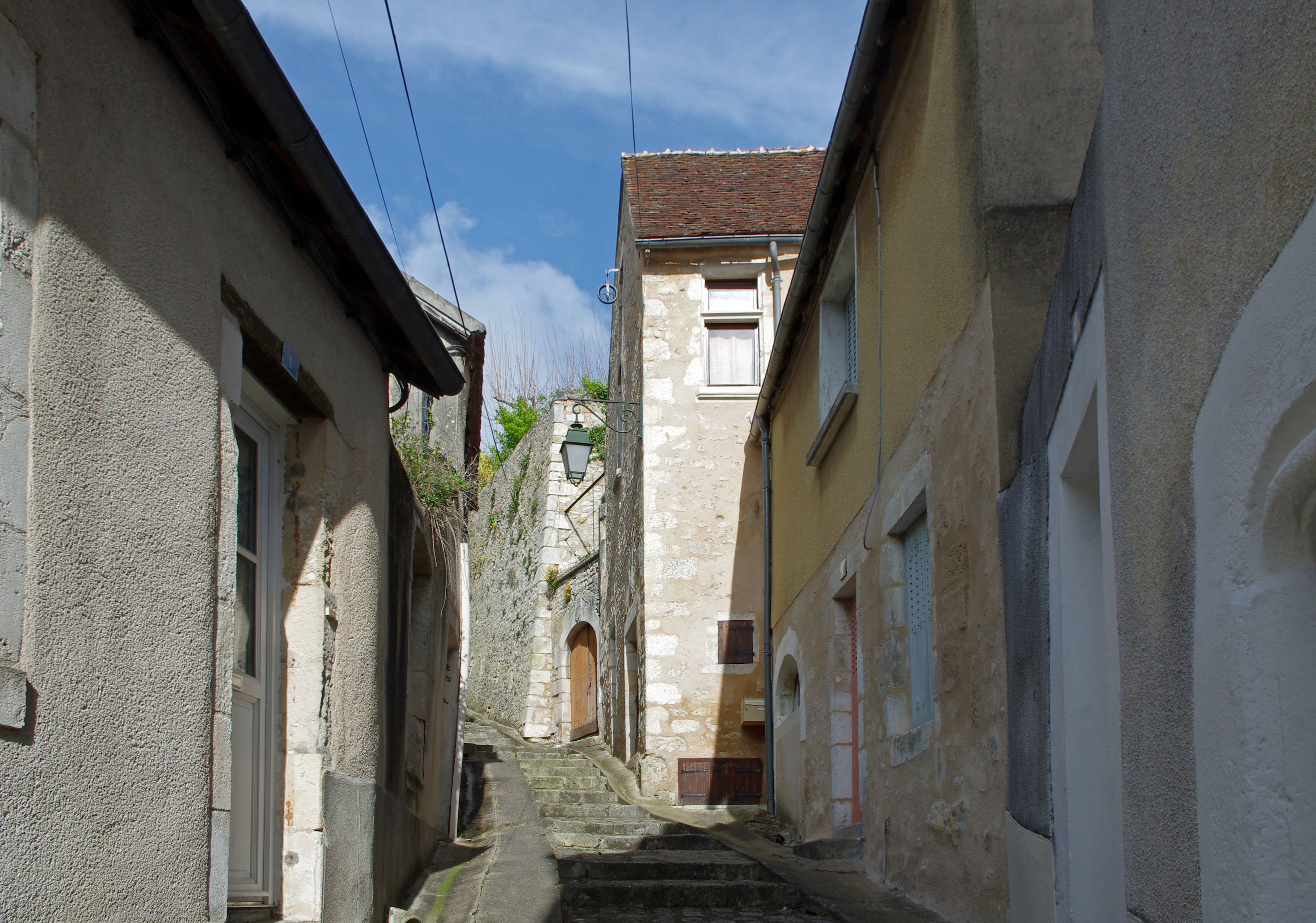
老城街道
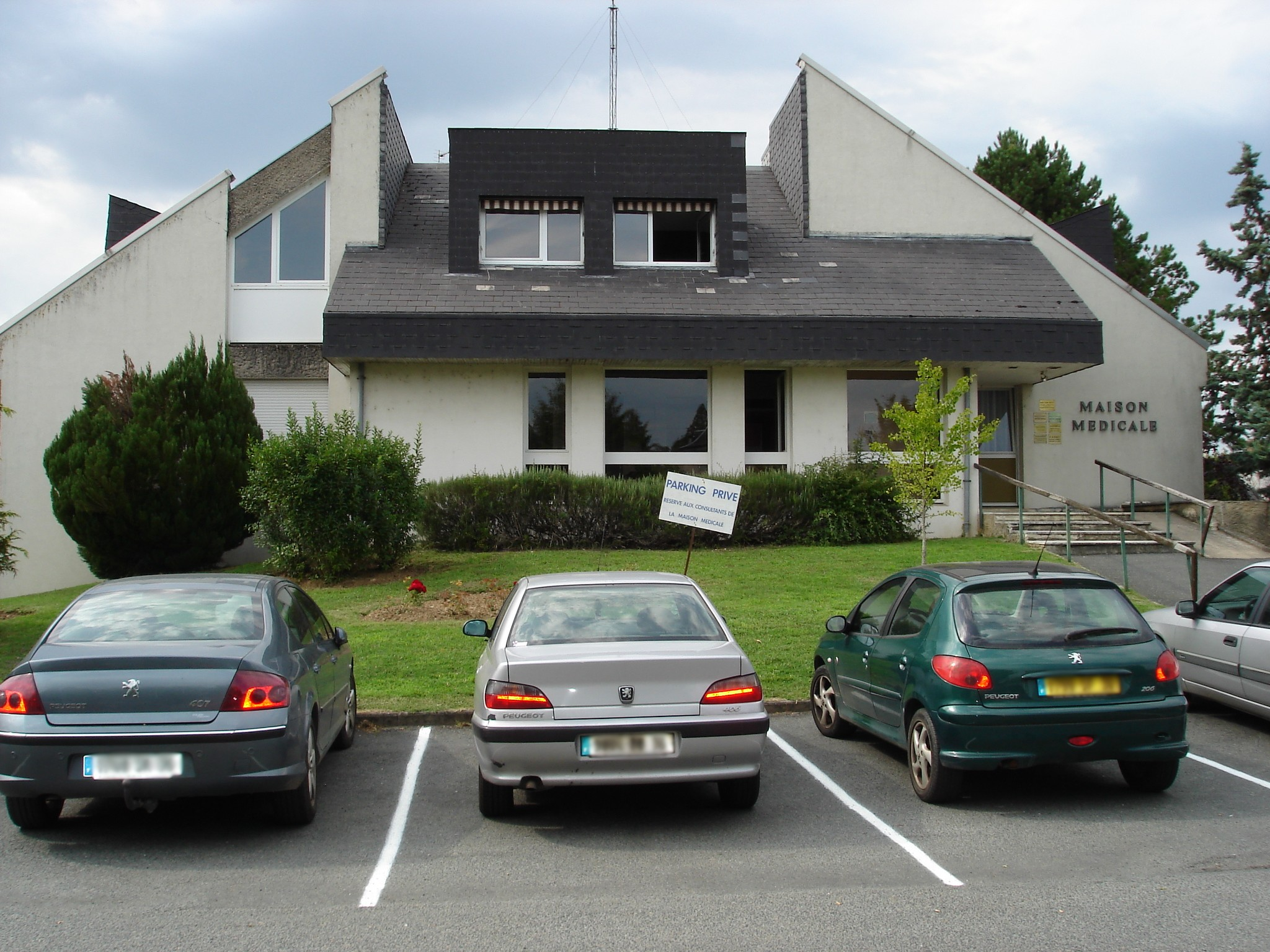
便民医疗点

### 旅游
勒布朗的旅游事务由其所属的公共社区负责。2020年，勒布朗境内共有1个露营地，可容纳共85辆露营车。

### 媒体
法国主要的媒体均可在勒布朗接收，法国电视三台下属的中央-卢瓦尔河谷大区频道在部分时段播出勒布朗所属区域的地方新闻。

## 相关人物
医院骑士团大主教菲利贝尔·德·纳亚克、法国海军将士皮埃尔·巴尔若和法国演员贝尔纳·勒科克出生于勒布朗。

## 友好城市
截至2021年4月，勒布朗共与两座城市互为友好城市关系：
- 德国 贝希霍芬
- 西班牙 阿尔韦里克